# Crotalaria cornetii
Crotalaria cornetii là một loài thực vật có hoa trong họ Đậu. Loài này được Taub. & Dewevre miêu tả khoa học đầu tiên.